# Viorel Morariu
Viorel Morariu (n. 18 octombrie 1931, Cuciulata, România – d. 23 mai 2017, București, România) a fost un rugbist român, fost președinte al Federației Române de Rugby. A fost unul dintre cei mai buni jucători români de rugby ai generației sale.

## Biografie
Între 1947 și 1964, el a jucat la clubul RC Grivița Roșie București. Morariu a fost un jucător consecvent al echipei naționale a României în anii 1950 și 1960 și, de asemenea, căpitan al echipei. A îndeplinit apoi funcțiile de vicepreședinte (1973–1987) și președinte al Federației Române de Rugby (1990–1998). Fiul său, Octavian Morariu, a fost ales președinte al Federației Române de Rugby în 2001.
În anul 2012 a primit Premiul Vernon Pugh pentru servicii deosebite.
Viorel Morariu a murit în 23 mai 2017.

## Distincții
- Ordinul Muncii clasa a III-a (15 februarie 1963) „pentru victoriile obținute în anul 1962 pe plan internațional în întrecerile de rugbi și sporturi nautice”[10]

## Galerie

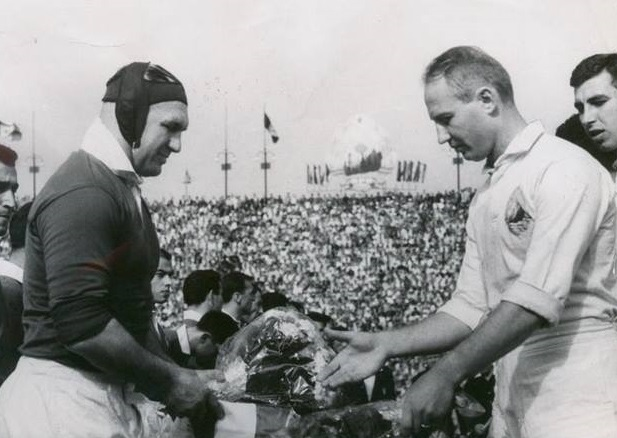
Morariu (dreapta) și Sergio Lanfranchi în 1962
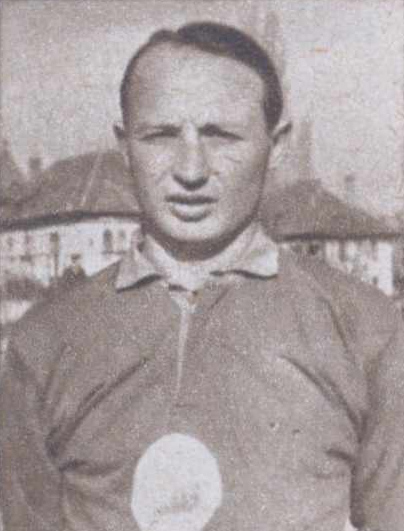
Morariu cu echipa națională a României în decembrie 1963
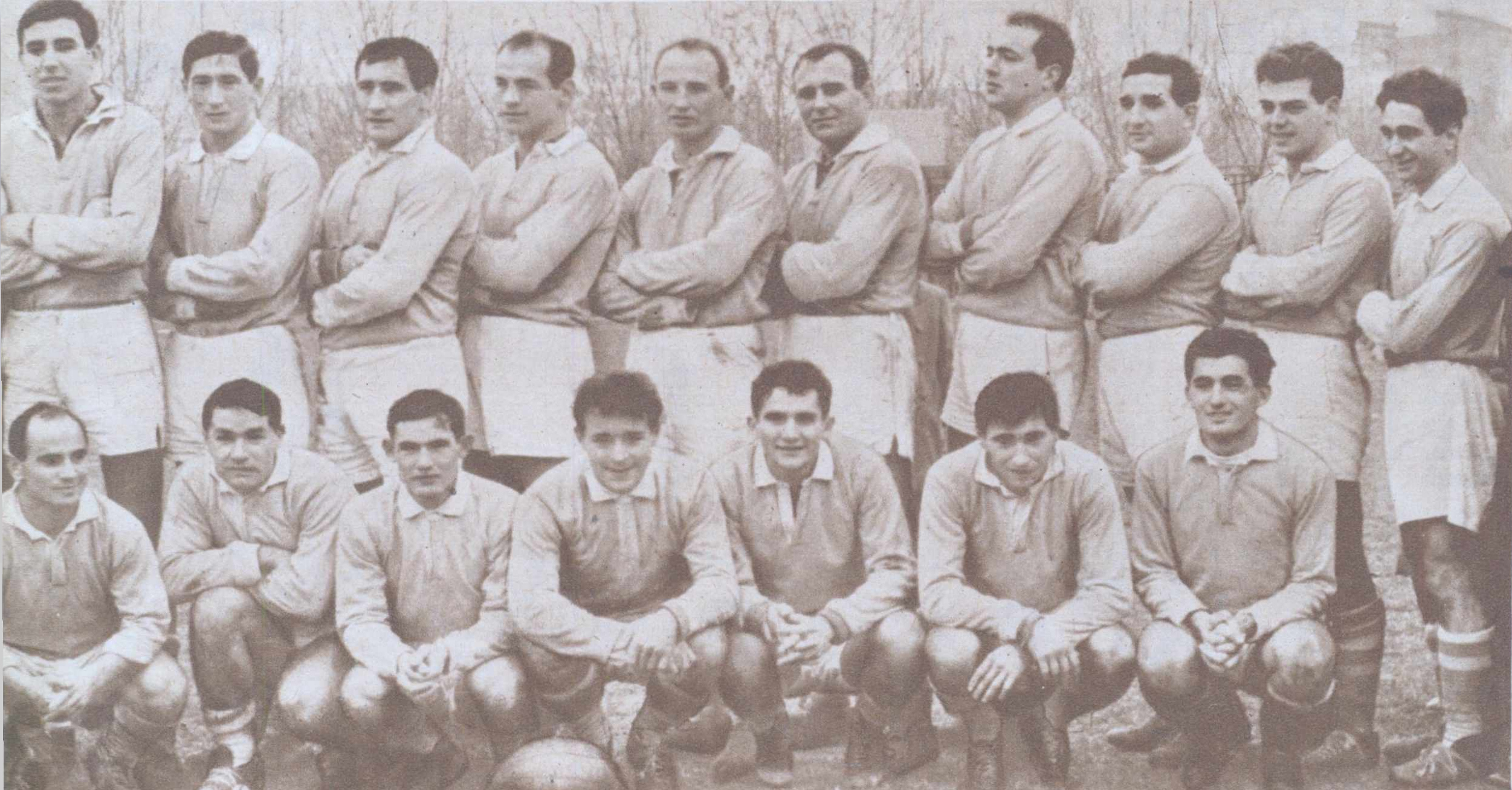
Morariu (rândul de sus, al cincilea din stânga) cu echipa Grivița București în 1963